# 岡田萌枝
岡田 百永（おかだ もえ、1987年10月16日 - ）は吉本興業エージェント契約のお笑い芸人。東京NSC17期生。血液型A型、広島県広島市出身。東京外国語大学朝鮮語学科卒業。

## 経歴
お笑い活動は高校生時代から始めており、M-1甲子園にも出場経験がある。東京外国語大学お笑いサークル「JJK」を自ら立ち上げ、その後お笑い芸人として活動。2008年6月1日から妖怪きのことコンビ「スキニーかまぼこ」を組んで活動していた時期もあった。
2011年、東京NSCへ17期生として入学し卒業後は事務所に所属。2013年に同期生の寺田友葉とコンビ「すごい論」を結成し、2020年9月まで活動。
また、音楽にも造詣が深く2019年には同期の芸人TMMシルバーマンや、歌組9期生同期の辻村はるな、同校先輩である15期生のほぼ石井、後輩である19期生のチリ上田、芸人では無い一般人の猫担当こばぶ〜他15人編成の“面白ロックバンド”聞く耳持たズ。を結成。バンドのプロデュースやマネージメント、リーダーを務める。

## 人物
- 陣内智則のファンで、録画したビデオを何度も繰り返し観たことがあったほど。芸人になったきっかけも陣内への憧れからである[6]。
- 高校生の頃の部活はゴスペル部だった[7]。
- 浪人生の頃に広島吉本の見習いスタッフをしていた[8]。
- アルバイトは実演販売の仕事などをしている[7]。
- 趣味・特技は将棋で、携帯アプリで1級の資格有り[2]。
- 以下のような様々な症状を持っている。本人はこれらをまとめて強迫性障害だとも話している[9]。
  - 潔癖症 - 公衆トイレには入りづらく、入ったらパニックにもなるほど[7]。デパートなどのきれいなトイレはギリギリ入れる[9]。一方で床や砂、土には触れて、落ちたものも拾って食べられる。床や土は自然のものなので「自然界の菌が汚れを分解してくれる」というイメージを持っているので大丈夫だという。また、他人と同じ皿の食べ物も食べられる[9]。
  - 「確認症」- 出掛ける時にドアの鍵を閉めたかあまりにも気になって、ドアノブを押し引きし過ぎて壊したことがある[7]。
  - 「動物画破壊恐怖症」（岡田自身による表現）- コアラのマーチやたべっ子どうぶつなど、動物型や動物の絵が描かれている菓子などが食べられず、絵が描かれているパッケージを破くことも出来ず、そのパッケージが捨てられた後に焼却炉で燃やされることを想像するのも辛いという[9]。ただ、おっとっとのヒトデは、生き物ではなく“星”だと思えば食べられる[7]。なお本人はベジタリアンで、大食いである[7]。一方で、動物のぬいぐるみを撫でていると落ち着く[9]。
  - 貧血 - ある日病院で診察してもらったところ、ヘモグロビンの量が平均値の4分の1ほどしかなく、その場で入院か輸血かを問われたが、大学が忙しかったことからヒジキを摂って対応することにして、それである程度回復した[7]。
  - 死に関する恐怖 - 自分が死ぬことではなく、自分以外の生き物が死ぬことに恐怖を感じている。両親がいつか亡くなることを思って急に泣き出したことがある。ゴキブリの死も恐怖の対象で、死んでいるよりも生きている姿の方が良い。そのほか、斎場や火葬場の近く、墓、遺骨など死を連想させるものは何でも怖い[9]。
  - その他の心配症 - 元相方・寺田友葉の行動について心配するようになり、遅刻に恐怖を持っていて「仕事が無くなる」などとストレスを溜めることがある。寺田も、目覚まし時計を増やすなどして気を付けるようになった[9]。

## 出演番組
- カイブツ（日本テレビ、2007年11月17日）サークル内のコンビ「ふんだりけったり」として
- IPPONスカウト（フジテレビ、2013年11月16日）

その他、すごい論#出演の節も参照。